# Gare de Bas-Évette
Gare de Bas-Évette vasútállomás Franciaországban, Évette-Salbert településen.

## Vasútvonalak
Az állomást az alábbi vasútvonalak érintik:
- Párizs–Mulhouse-vasútvonal

## Kapcsolódó állomások
A vasútállomáshoz az alábbi állomások vannak a legközelebb:
- Gare de Champagney
- Gare des Trois-Chênes